# Языки Сирии
Государственным языком Сирийской Арабской Республики является арабский язык (Конституция Сирии, 4-я статья). Помимо литературного языка, распространено несколько обиходно-разговорных разновидностей арабского языка: сиро-палестинский диалект на западе страны, месопотамский диалект на востоке, мосульский диалект на дальнем востоке, бедуинские диалекты на крайнем юго-западе и недждийский диалект в восточносирийской пустыне. Несмотря на широкую распространённость, в научных кругах народный арабский язык рассматривается как «искажённый» язык неграмотных и необразованных людей.
Численность носителей отдельных арабских диалектов:
- сиро-палестинский: 8,8 млн человек на западе Сирии, вдоль средиземноморского побережья.
- месопотамский: 1,8 млн человек в основном в мухафазах Алеппо и Эр-Ракка.
- мосульский: 300 тыс. человек в мухафазе Эль-Хасака.
- бедуинские диалекты: 70 тыс. человек в мухафазах Эс-Сувайда и Даръа и районе Хавран.
- недждийский диалект: 500 тыс. человек на востоке Сирийской пустыни.

Помимо арабского языка широко распространены английский и французский языки, которые изучаются в сирийских школах. 
Среди национальных меньшинств Сирии распространены собственные языки. В провинциях Дайр-эз-Заур и Эль-Хасака проживают 320 тыс. носителей армянского языка. На севернокурдском (курманджи) языке говорят 938 тыс. человек в провинциях Эль-Хасака, Алеппо и Эр-Ракка. Из других языков стоит отметить адыгейский язык (25 тыс. чел.), ассирийский новоарамейский язык (30 тыс. чел.), турецкий язык (30 тыс. чел.), язык домари (37 тыс. чел.), кабардинский язык (39 тыс. чел.),  язык ломаврен (числ. неизвестна), язык туройо (7 тыс. чел.), западный новоарамейский язык (15 тыс. чел.).